# 古托姆納季克山
48°6′0″N 24°33′24″E / 48.10000°N 24.55667°E

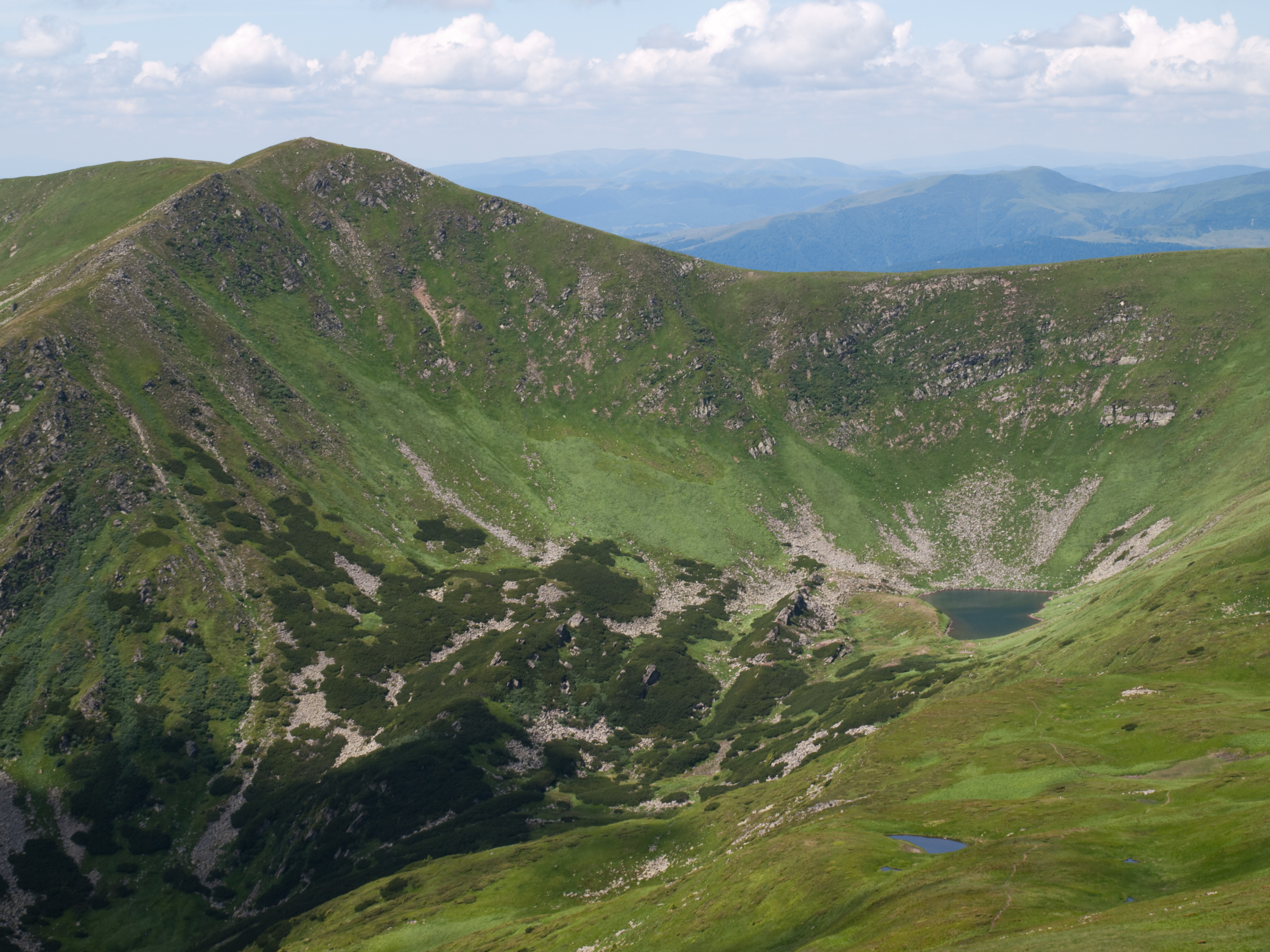

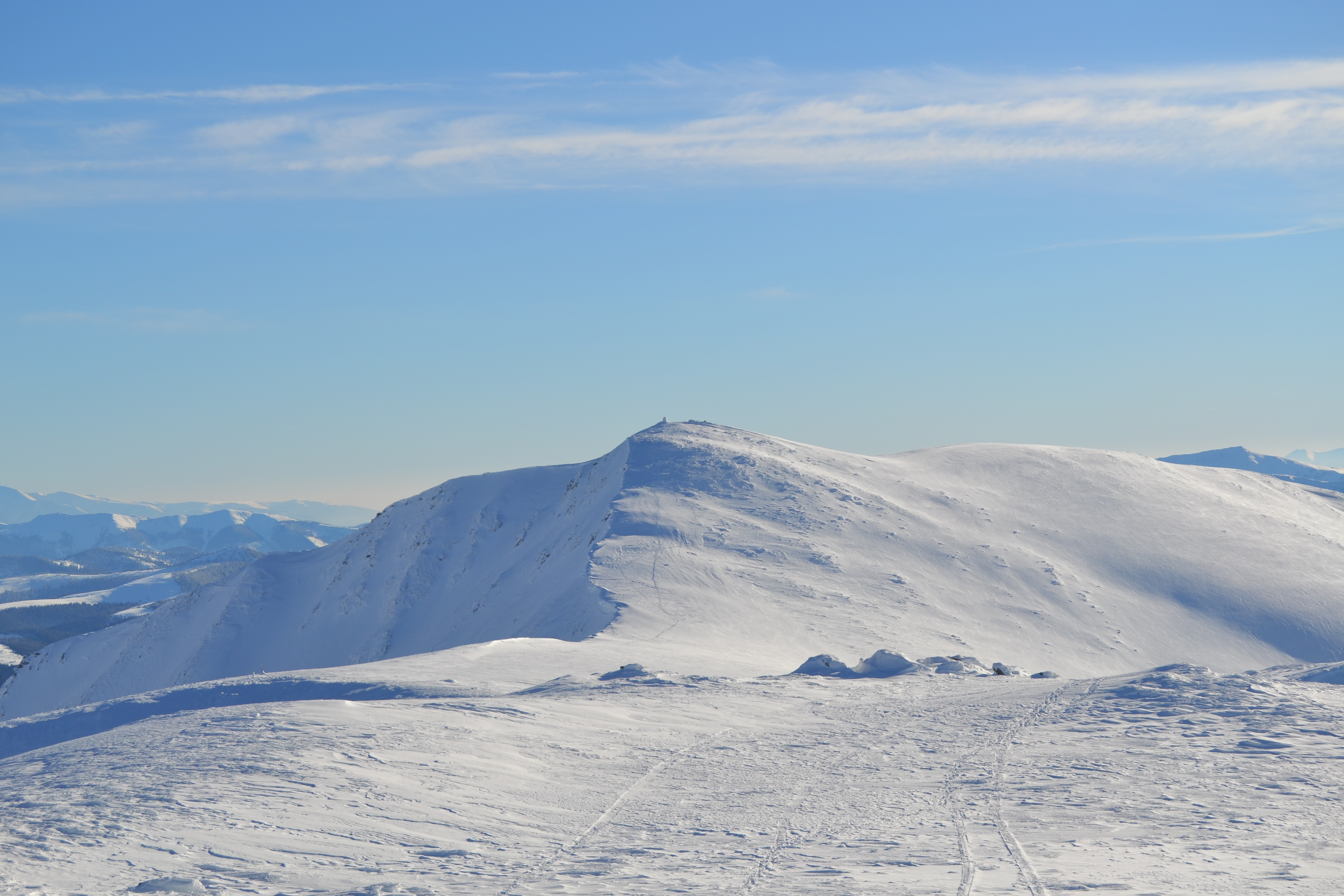

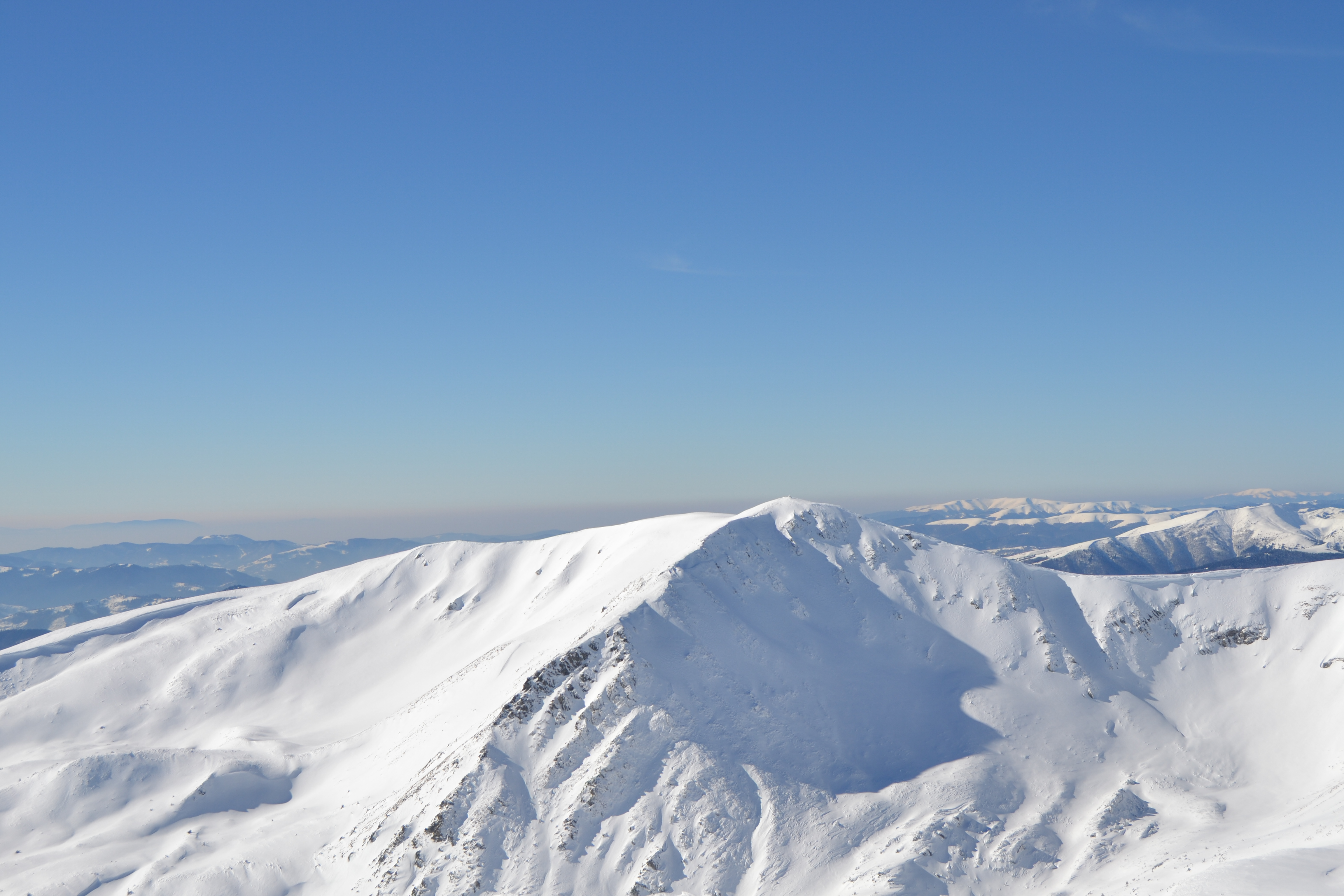

古托姆納季克山是烏克蘭的山峰，位於該國西部外喀爾巴阡州，處於拉希夫區，屬於喬爾諾戈拉山脈的一部分，海拔高度2,016米，每年平均降雨量689毫米。